# Oposición al gobierno de Nicolás Maduro

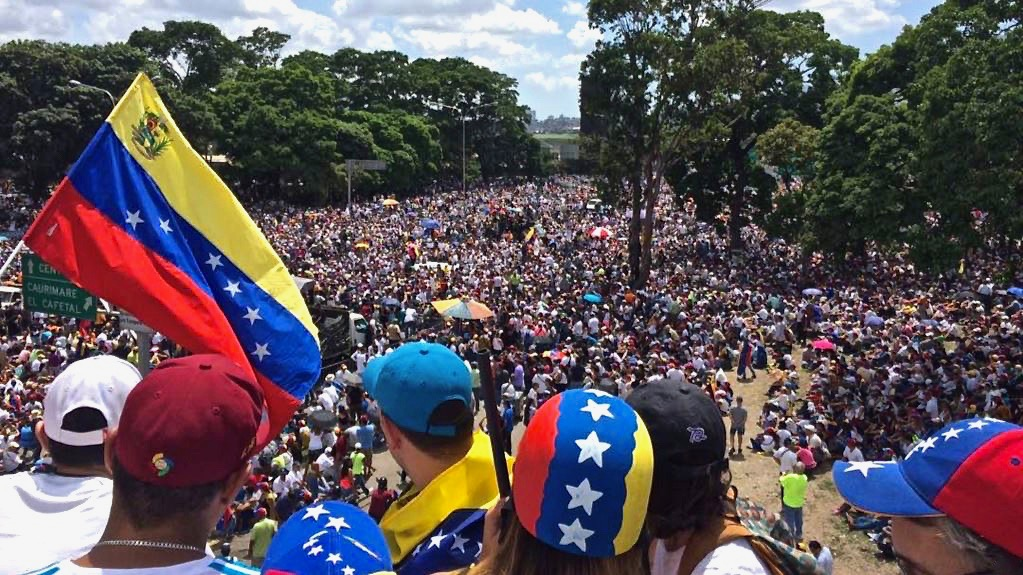
Marcha "Nosotros Somos Millones" en Caracas, 20 de mayo de 2017. Esta movilización fue realizada durante el mandato de Nicolás Maduro.

Movimientos en oposición al gobierno de Nicolás Maduro y a la Revolución bolivariana.

## Historia

### Pelea en la Asamblea Nacional
Después de las elecciones presidenciales de Venezuela de 2013, el 14 de abril, el candidato opositor Henrique Capriles desconoció el boletín oficial emitido por el Consejo Nacional Electoral y llamó a un reconteo total de los votos, ya que según su comando de campaña se habían detectado al menos 3 500 irregularidades durante el proceso de votación, petición que también realizó el rector del CNE Vicente Díaz, y la cual fue apoyada por los gobiernos de España, Estados Unidos, Francia, Paraguay, y el secretario general de la OEA, José Miguel Insulza. Nicolás Maduro, el candidato oficialista, aceptó la realización de la auditoría propuesta por la oposición, pero el CNE declaró que en Venezuela el proceso era automatizado y que la auditoría propuesta no se podía realizar en los términos propuestos, pues según este organismo no estaba prevista en el ordenamiento jurídico.
El presidente de la Asamblea, Diosdado Cabello, anunció que retendría las remuneraciones de los diputados que cuestionaran la legitimidad de Nicolás Maduro como presidente. En la sesión de la Asamblea Nacional del 16 de abril, Cabello le prohibió el derecho de palabra a estos diputados. el diputado opositor del partido Acción Democrática, William Dávila, fue golpeado con un micrófono por un diputado oficialista, agresión por la cual se le tuvieron que tomar 16 puntos de sutura.
Capriles presentó su solicitud formalmente el 17 de abril, con todas las denuncias correspondientes y la petición para la verificación total de las actas; el CNE se reunió por horas ese mismo día, hasta aceptar la verificación «en segunda fase», del 46% de las cajas de votación no auditadas al azar en un primer momento, esta auditoría sin embargo no fue avalada por Capriles, argumentando que la misma «tendría que haber sido llevada a cabo junto a una revisión de los cuadernos de votación», por lo cual el proceso fue impugnado ante el Tribunal Supremo de Justicia.
Diosdado Cabello ordenó que los micrófonos de los curules de los diputados opositores fueran removidos en la sesión del 30 de abril. Al llegar al hemiciclo, los legisladores opositores tuvieron esperar a que los diputados oficialistas acudieran a sus puestos. Después de casi tres horas de retraso en el inicio de la sesión, de volver a colocar los micrófonos y DE menos de media hora cumplida del orden del día, Cabello volvió a impedir que los legisladores opositores participaran en el debate y silenció a William Dávila, diputado por el estado Mérida. Los diputados opositores respondieron haciendo sonar cornetas y vuvuzelas como signo de protesta y desplegaron una pancarta que decía “Golpe al Parlamento”.
Al empezar la trifulca, el canal oficial de la Asamblea, ANTV, enfocó las tomas al techo del hemiciclo y emitió el audio del secretario de la Asamblea, Iván Zerpa, cuando daba lectura a la aprobación de nuevos créditos adicionales. El diputado Ismael García denunció que las puertas del hemiciclo fueron cerradas y destacó que los medios de comunicación privados no tenían acceso al salón de sesiones de la Asamblea. La pelea duró varios minutos y pudo ser reconstruida por los videos aficionados tomados por los legisladores opositores. Al comienzo, los diputados oficialistas le arrebataron la pancarta y agredieron a los diputados opositores. La diputada María Corina Machado subió a reclamarle a Diosdado Cabello cuando fue halada del cabello, arrojada al piso y pateada en el rostro por la diputada oficialista Nancy Ascencio, quien minutos antes la había agredido. Machado declaró que Cabello se reía mientras agredían a los opositores.
Entre los más malheridos estuvieron Julio Borges, líder del partido Primero Justicia, golpeado en el pómulo izquierdo, y la diputada María Corina Machado, quien sufrió la desviación del tabique nasal. El diputado por el estado Bolívar, Américo de Grazia, debió ser hospitalizado después de ser golpeado por cinco oficialistas y caer por escaleras. Los diputados Ismael García, Nora Bracho, Homero Ruiz y Eduardo Gómez Sigala también sufrieron contusiones menores. El Partido Socialista Unido de Venezuela reportó como lesionados a sus diputados Odalis Monzón, Nancy Ascencio, Maigualida Barrera y Claudio Farías. Sin embargo, los vídeos aficionados tomados por los opositores registraron que las mismas personas promovieron el ataque contra los opositores.

### Protestas en Venezuela de 2014

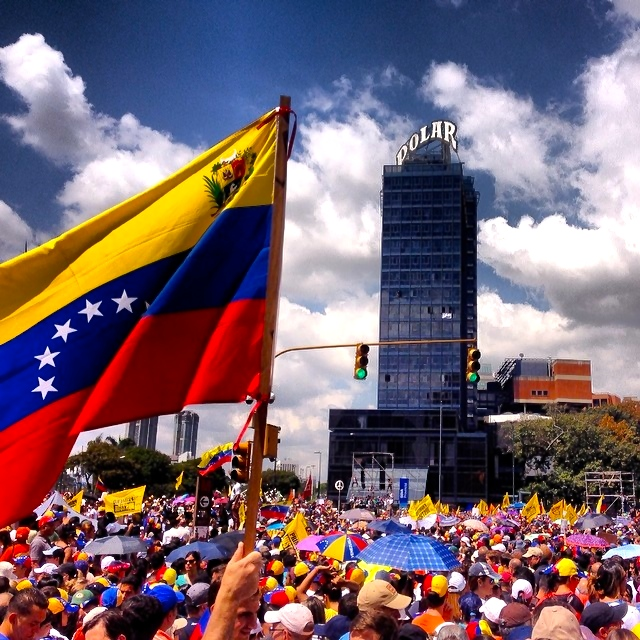
Protestas en Venezuela de 2014.

Las protestas en Venezuela de 2014 fueron una serie de protestas a nivel nacional en contra del primer gobierno de Nicolás Maduro y las políticas económicas adoptadas por su gobierno, sumado al descontento ante la vulneración de los derechos civiles, altos niveles de violencia delictiva y vinculación de Cuba en la política de Venezuela. Terminaron con un saldo de 43 fallecidos, más de 486 heridos y 1854 detenidos, según un informe de la Fiscalía General de la República y 33 casos de tortura, según el Foro Penal Venezolano.

### Primer proyecto de referéndum revocatorio

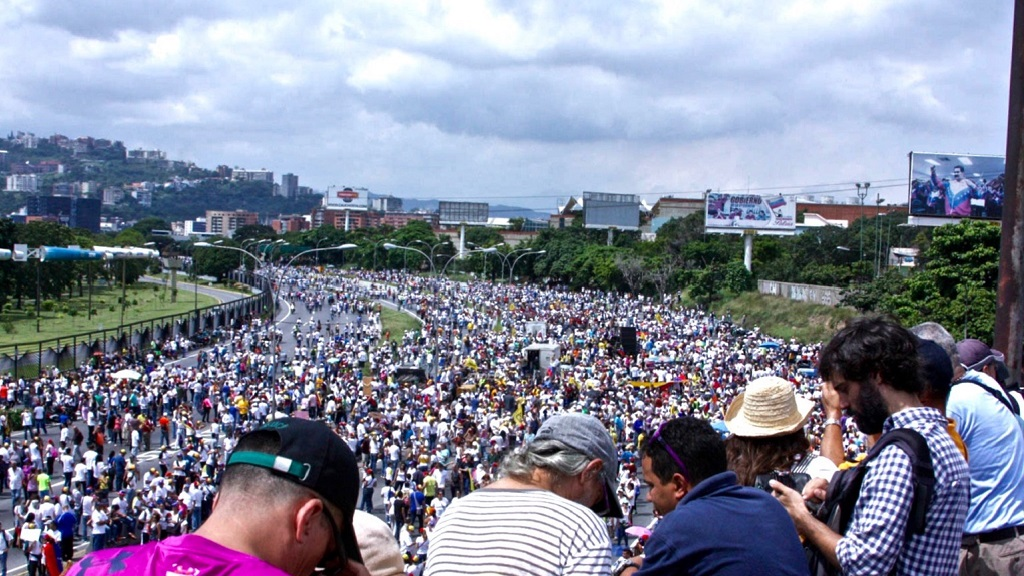
Huelga general en Venezuela de 2016.

En octubre de 2016 seis tribunales penales inferiores estatales venezolanos declararon nulos los procesos previos de recolección de firmas en sus estados. Como consecuencia, el Consejo Nacional Electoral declaró el cese de la realización del referéndum nacional para la remoción de Nicolás Maduro de la presidencia de Venezuela, siguiendo dictámenes previos del Tribunal Supremo de Justicia.
El 20 de octubre de 2016, el Consejo Nacional Electoral (CNE) venezolano suspendió, hasta nuevo aviso, la recolección de las firmas correspondientes al 20 por ciento de los inscritos en el Registro Electoral nacional para solicitar el referéndum revocatorio contra el mandato del presidente.
Opositores al gobierno de Maduro consideraron la anulación como un rompimiento del hilo constitucional de Venezuela, y fue denunciado por el Secretario General de la OEA, ya que esta votación popular está garantizada y protegida por la constitución de Venezuela de 1999, establecida durante el gobierno de Hugo Chávez. Once países miembros de la OEA dieron a conocer en una carta pública su preocupación por la suspensión del referéndum revocatorio.

### Anulación de la Asamblea Nacional
En septiembre de 2016 la Sala Constitucional del Tribunal Supremo de Justicia declara nulos todos los actos emanados de la Asamblea Nacional incluyendo las leyes que sean sancionadas.Asimismo, la Asamblea Nacional venezolana, que había sido declarada en «desacato» por el Tribunal Supremo de Justicia de Venezuela, declaró la «ruptura del orden constitucional» en Venezuela en sesión extraordinaria. El 25 de octubre, la Asamblea Nacional debatió la posibilidad de llevar a Maduro a juicio político por su suspensión del referéndum revocatorio, aunque la constitución venezolana no otorga esta facultad al poder legislativo.

### Protestas en Venezuela de 2017

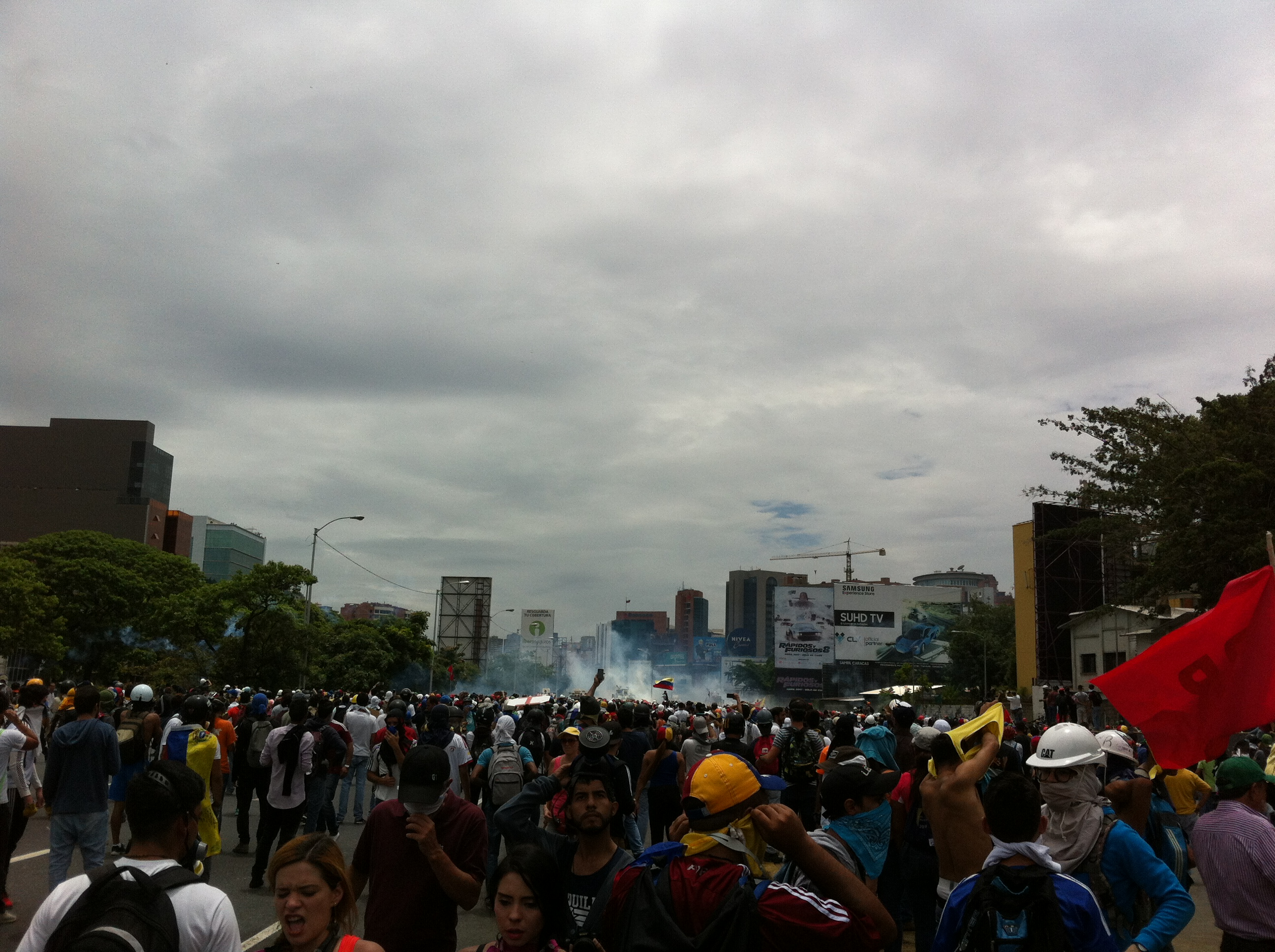
Protestas en Venezuela de 2017.

Las protestas en Venezuela de 2017 fueron una ola de protestas a nivel nacional e internacional en contra del presidente Nicolás Maduro originada por la crisis institucional de Venezuela y otros eventos relacionados con la conflictividad política de ese país en los meses precedentes, principalmente posteriores a las elecciones parlamentarias de 2015 que terminaron con un saldo de 163 muertos, 2977 heridos y 1351 detenidos, según el Foro Penal Venezolano.

### Presidenciales de 2018
El 25 de enero de 2018 la Sala Constitucional del Tribunal Supremo de Justicia ordenó al CNE excluir a la Mesa de la Unidad Democrática (MUD) del proceso de validación de boletas electorales, imposibilitando la participación del tarjetón en las elecciones presidenciales y explicando que «su conformación obedece a la agrupación de diversas organizaciones políticas ya renovadas y otras pendientes de renovación que podrán participar en el proceso electoral de carácter nacional» y alegando que la permisión de la validación de la tarjeta unitaria de la MUD contradice «abiertamente (de) la prohibición de la doble militancia». Horas antes, Tania D' Amelio, una de las rectoras del CNE, declaró que la MUD no podía participar en el proceso por tener procedimientos judiciales abiertos en siete estados: Aragua, Apure, Bolívar, Carabobo, Monagas, Trujillo y Zulia. El mismo mes, los partidos principales de la MUD, Acción Democrática, Voluntad Popular y Avanzada Progresista, así como voceros de la misma, anunciaron que participarían en las presidenciales. Ese mismo mes, Juan Pablo Guanipa, Andrés Velásquez, Claudio Fermín, Henry Ramos Allup y Henri Falcón, anunciaron su candidatura convocando unas primarias dentro de la coalición.

En seis semanas podrían realizarse esas primarias, lo que no se va a producir es ningún mecanismo secreto y mágico de escogencia de candidato presidencial con un método distinto a las primarias
Ramos Allup

Luego, a finales del mismo mes, la ANC mediante un decreto, adelantó la presidenciales, previstas para diciembre de 2018. Los días posteriores, los precandidatos pedían que se postergaran las elecciones según lo provisto en la constitución, además los dirigentes destacaron que para poder participar, el gobierno nacional debía asegurar garantías electorales, de no llegar a un acuerdo, la MUD descartaría ir a los comicios presidenciales. Finalmente, el 21 de febrero, los partidos de la coalición, exceptuando Avanzada Progresista, llegaron a un acuerdo de no participar en las elecciones. “El evento prematuro y sin condiciones que se anuncia para el próximo 22 de abril es solo un show del propio gobierno para aparentar una legitimidad que no tiene” afirmó la dirigencia de la MUD en un comunicado.
La firma del acuerdo de garantías electorales entre tres de los cinco candidatos presidenciales: Nicolás Maduro, Henri Falcón y Javier Bertucci, contempló entre otros aspectos la eliminación de los “puntos rojos” de control del chavismo, que ahora deberán estar más lejos de los centros de votación, la observación internacional y el retorno de los centros de votación cambiados durante la escogencia de la Asamblea Constituyente y las elecciones regionales 2017. El acuerdo ha sido cuestionado y rechazado por las organizaciones Voto Joven, Cepaz y el Observatorio Global de Comunicación y Democracia. El 27 de marzo la directora del Cepaz, Beatriz Borges, declaró que “el acuerdo de garantías electorales es un engaño al ciudadano, pues contempla puntos que ya están establecidos en la Ley y que el CNE no ha cumplido”.
A pesar de que los candidatos presidenciales oficiales Henri Falcón, Javier Bertucci y Luis Alejandro Ratti advirtieron la violación de las garantías previstas en el documento, el 2 de mayo la presidente del CNE, Tibisay Lucena, contradijo las denuncias y aseguró que el Acuerdo de Garantías Electorales se cumple en su totalidad. En una visita a Delta Amacuro, el presidente y candidato a la reelección Maduro entregó ocho lanchas, nueve ambulancias y reinauguró el aeropuerto de Tucupita “Antonio Díaz“, entre otros anuncios, violando el artículo 223 de la Ley Orgánica de Procesos Electorales (Lopre), que prohíbe el uso de recursos públicos para hacer campaña, y una de las prerrogativas incluidas en el acuerdo de garantías electorales suscrito por los candidatos presidenciales ante el CNE. El 8 de mayo volvió a violar la normativa en un acto de campaña en el estado Amazonas al prometer abastecer de combustible a la entidad a cambio de votos.
El candidato Henri Falcón desconoció los comicios antes del anuncio de los resultados. El rector principal del CNE y presidente de la Comisión de Participación Política y Financiamiento, Luis Emilio Rondón, anunció su desconocimiento a los resultados electorales por claramente considerar que estaban viciados, ratificando las denuncias e irregularidades de los candidatos Henri Falcón y Javier Bertucci, entre los que destacó los puntos rojos del oficialismo en las cercanías de los centros de votación, el ventajismo que predominó desde la convocatoria del proceso en enero y el uso de recursos del Estado para beneficiar la opción ganadora en el sistema nacional de medios públicos y destacando también el voto asistido, en la convocatoria que hizo la Asamblea Nacional Constituyente de la fecha, así como la firma del Acuerdo de Garantías Electorales, no solo porque no se estaban cumpliendo las normas electorales, sino que además se irrespetaron en el transcurso de la campaña electoral. Rondón ofreció a los candidatos que participaron en la contienda electoral la oficina de la Comisión de Participación Política y Financiamiento para que consignaran las irregularidades que expusieron para “organizar los reclamos que correspondan al esclarecimiento de todos estos aspectos que deslucen el proceso electoral“. La Asamblea Nacional opositora decidió "desconocer los supuestos resultados (...) y en especial la supuesta elección de Nicolás Maduro Moros como presidente de la República, quien debe ser considerado como un usurpador", según un acuerdo aprobado por el pleno. En este sentido, la alianza de partidos opositores Mesa de la Unidad Democrática (MUD) formalizó a nivel legislativo su desconocimiento a los resultados electorales.

### Protestas de 2018

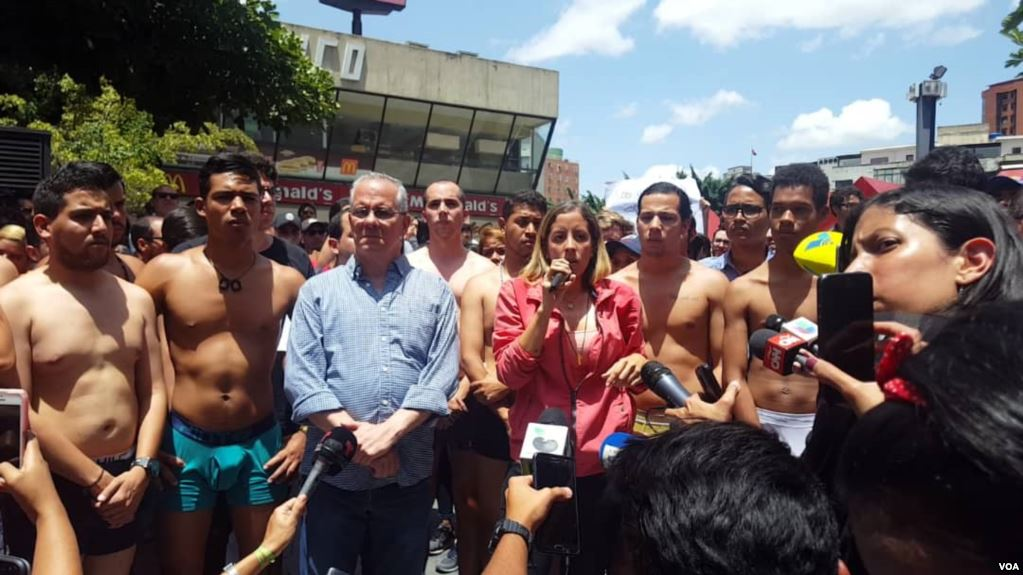
Protestas en Venezuela de 2018.

Las protestas en Venezuela de 2018 fueron una serie de protestas masivas en contra los bajos salarios de los médicos y protestas sindicales contra la hiperinflación en Venezuela, que se dieron durante todo el año, especialmente entre mayo y agosto de 2018, sin que ninguno de sus principales puntos focales se hiciera con el gobierno.

### Protestas de 2019 y Gobierno interino de Juan Guaidó

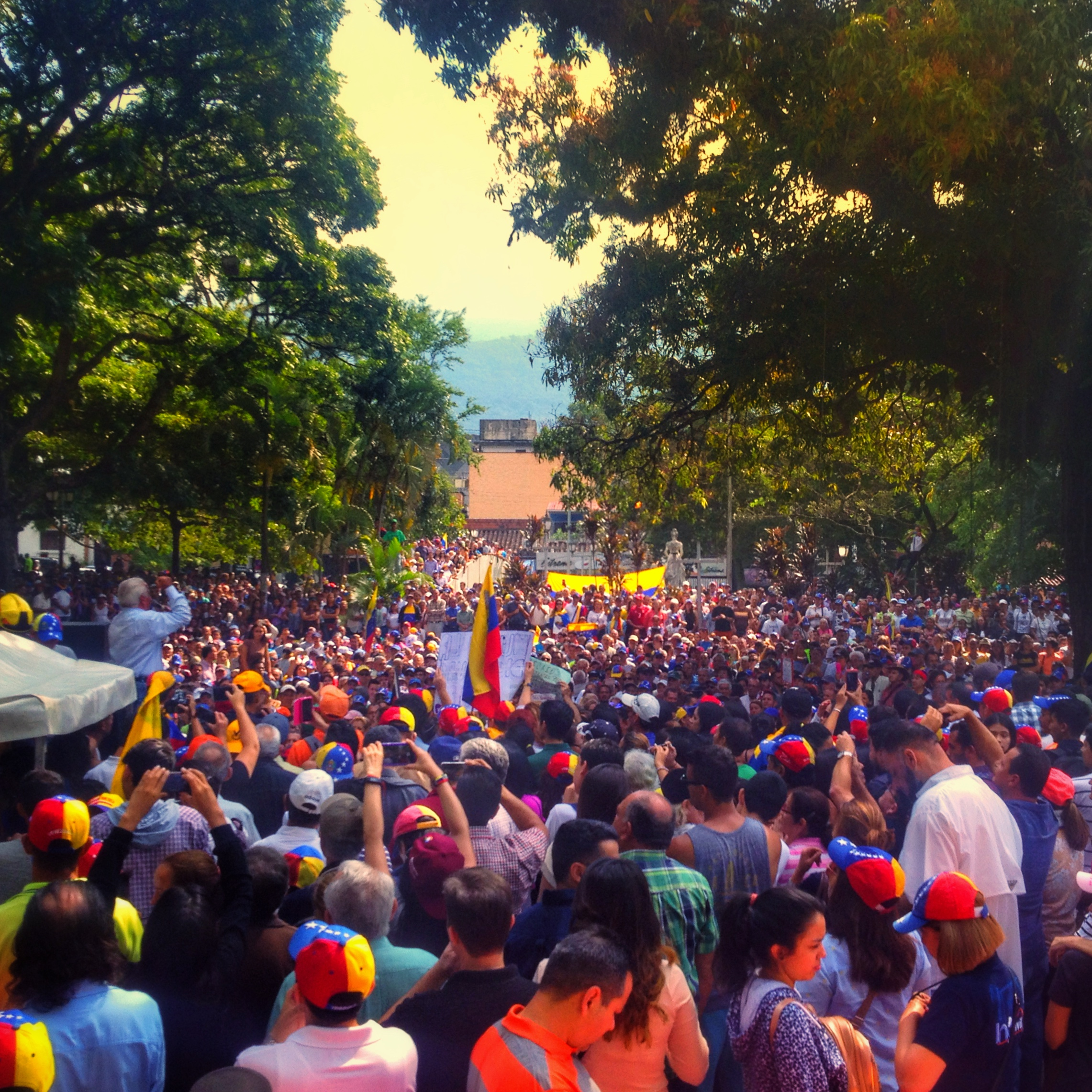
Protestas en Venezuela de 2019.

Las protestas en Venezuela fueron una serie de manifestaciones a nivel nacional e internacional; desde el 10 de enero, como un esfuerzo coordinado en contra del segundo gobierno de Nicolás Maduro, originadas por la crisis presidencial de Venezuela que se produjo cuando la Asamblea Nacional nombró como presidente transitorio e interino a Juan Guaidó el cual fue reconocido por más de 60 países. El Foro Penal dijo que 50 personas, en su mayoría en barrios marginales, habían sido asesinadas por las fuerzas de seguridad solo en los primeros dos meses del año, y 653 habían sido arrestadas por protestar o hablar en contra del gobierno.

### Parlamentarias del 2020
Veintisiete partidos de oposición a través de un comunicado informaron que no participaran en las elecciones parlamentarias y advirtió que las mismas serían fraudulentas. El Tribunal Supremo de Justicia nombró juntas ad-hoc mediante decisiones judiciales, interviniendo a los partidos Acción Democrática, Voluntad Popular y Primero Justicia, aunque la decisión judicial aplicada para este último fue removido. La oposición rechazó tales intervenciones judiciales en rueda de prensa.
El Partido Comunista de Venezuela rompió sus lazos de apoyo al gobierno de Nicolás Maduro, y luego pasó a formar parte de la Alternativa Popular Revolucionaria, una coalición de partidos y movimientos de izquierda críticos con la política del gobierno. En plena campaña, los dirigentes y candidatos de la coalición fueron víctimas de detenciones, agresiones físicas, e incluso recibieron amenazas de muerte.

### Segundo proyecto de referéndum revocatorio
En 2022 uno de los principales proyectos de la oposición fue el de un referéndum revocatorio al gobierno de Maduro. La recolección de firmas necesarias, 20% del padrón electoral, se tuvo que realizar en un solo día por orden del CNE, el equivalente a tener que recoger cuatro millones de firmas en doce horas, lo que se tradujo que no alcanzara las firmas necesarias, siendo declarado improcedente y haciendo imposible convocar a otro revocatorio para el segundo gobierno de Nicolás Maduro.

### Primaria opositora de 2023
El día 22 de octubre de 2023 se desarrollaron las primarias de la recién creada Plataforma Unitaria, esto para elegir a un único candidato de oposición para las elecciones presidenciales de 2024, fueron realizadas sin asistencia del CNE y la vencedora del proceso fue María Corina Machado con más del 90% de los votos, con una participación de más de 2,4 millones de personas (según la PUD)

### Elecciones presidenciales de 2024
Las elecciones estuvieron precedidas por el Acuerdo de Barbados sobre garantías electorales firmado entre el gobierno y la oposición en 2023.  Durante el período de actualización del registro electoral, la jornada estuvo marcada por importantes retrasos que afectaron a los electores, mientras que en el extranjero se exigieron requisitos excesivamente restrictivos que no están contemplados en la normativa electoral, por lo que gran parte de la diáspora venezolana se quedó sin posibilidad de participar. Esto sumado a las intervenciones judiciales en los partidos opositores, la inhabilitación de María Corina Machado, la dificultad de reemplazar su candidatura por la de Corina Yoris y la ausencia de observadores internacionales independientes, sembraron grandes dudas en el proceso.
Dadas las dificutlades la oposición terminó por decantarse por el ya inscrito Edmundo González y continuar dentro del proceso bajo su candidatura, después de una campaña llena de denuncias de ventajismo por parte del oficialismo y de utilización de recursos del Estado para la campaña de este mismo, llegó el día de la elección donde se reportaron demoras al momento de votar, intimidaciones con motorizados y dificultades para la veeduria del proceso por parte de los testigos electorales de la oposición se dio el cierre de mesas, que tal como se acostumbra se posterga hasta que no hubiese personas en fila. Pasada la media noche el CNE dio su primer boletín dando ganador de forma irreversible a Maduropor un margen de 8,7 puntos, tal boletín fue cuestionado internacional y nacionalmente por no contar con soportes como son las actas de escrutinio, ni con los resultados desglosados por entidad federal y por tarjeta electoral, tal como se acostumbra y se prometió en la misma declaración de prensa del CNE.
Posteriormente la Plataforma Unitaria dio una rueda de prensa en donde presentando una página con las actas electorales recopiladas hasta ese momento, daban por ganador a González por más de un 67%desconociendo el boletín del CNE y llamando a la movilización frente a un nuevo fraude electoral, tales resultados fueron reconocidos por países como Argentina, Estados Unidos, Alemania, Reino Unido, entre otros, además que varias organizaciones como el Centro Carter declararon la veracidad en la existencia de un fraude electoral.

### Protestas de 2024 y 2025
Los días posteriores a la elección se han registrado múltiples movilizaciones convocadas por la oposición donde se solicita la publicación de las actas electorales y la reversión de la proclamación de Nicolás Maduro como presidente reelecto, tales protestas han sido respondidas con represión por parte del Estado venezolano con el uso de milicias paramilitares, sumado a la gran cantidad de desaparaciones y capturas (+2000) sin un debido proceso, con el uso de torturas y tratos inhumanos incluyendo a menores de edad, tal como ha sido denunciado por múltiples organizaciones tales como el Foro Penal.
A pesar de toda la presión ejercida el 10 de enero de 2025 se dio la tercera juramentación de Nicolás Maduro como presidente la cual ha sido desconocida por varios países del mundo que a su vez reconocen a González como el presidente electo.